# Token bucket
Token Bucket é um algoritmo usado para controlar a transmissão de pacotes de dados em uma rede de computadores.

## Componentes
O Token Bucket é composto por três componentes:
- um tamanho de rajada de bits (ou burst size), que especifica o quanto pode ser enviado num determinado intervalo de tempo;
- uma taxa média em bps (ou mean rate ou ainda committed information rate), que especifica a quantidade de dados, em média, que pode ser enviada por unidade de tempo; e
- um intervalo de tempo (Tc), que caracteriza o tempo por rajada.

## Funcionamento
Podemos considerar um Token Bucket como um balde furado em que a fila de pacotes pode ser considerada como o volume do balde. Independente de como cheguem os dados na fila, a saída é sempre uniforme em vazão e latência. Se a capacidade da fila for ultrapassada (volume de pacotes for maior que o volume do balde) então os pacotes serão descartados, o balde transborda os pacotes em excesso.

## Comparação comleaky bucket
O algoritmo de token bucket é diretamente comparável a uma das duas versões do algoritmo leaky bucket descrito na literatura.
Esta versão comparável do bucket com vazamento é descrita na página relevante da Wikipedia como o  algoritmo do leaky bucket como um metro. Essa é uma imagem espelhada do balde de tokens, na qual pacotes em conformidade adicionam fluido, equivalente aos tokens removidos por um pacote em conformidade no algoritmo de balde de tokens, a um balde de capacidade finita, do qual esse fluido é drenado a uma taxa constante, equivalente ao processo no qual os tokens são adicionados a uma taxa fixa.
Existe, no entanto, outra versão do algoritmo de bucket com vazamento, descrito na página relevante da Wikipedia como o  algoritmo de leaky bucket como uma fila. Este é um caso especial do balde com vazamento como um medidor, que pode ser descrito pelos pacotes em conformidade que passam pelo balde. O bucket com vazamento como uma fila é, portanto, aplicável apenas à modelagem de tráfego e, em geral, não permite que o fluxo de pacotes de saída seja estourado, ou seja, é livre de tremores. Portanto, é significativamente diferente do algoritmo de token bucket.
Essas duas versões do algoritmo leaky bucket foram descritas na literatura com o mesmo nome. Isso levou a uma considerável confusão sobre as propriedades desse algoritmo e sua comparação com o algoritmo de token bucket. No entanto, fundamentalmente, os dois algoritmos são os mesmos e, se implementados corretamente e com os mesmos parâmetros, verão exatamente os mesmos pacotes que conformes e não conformes.